# Toiletblok

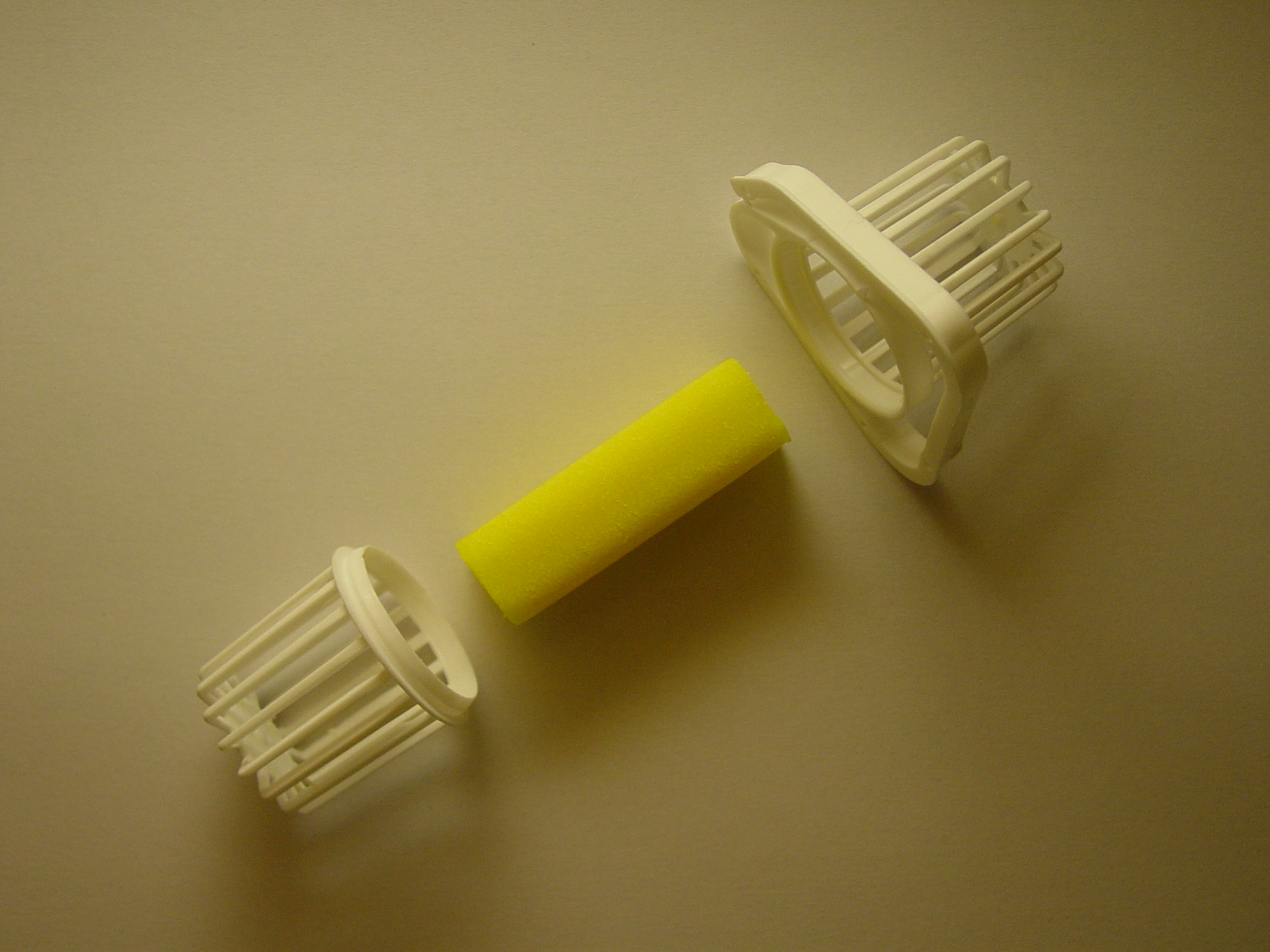
Opengewerkte toilethouder met geel toiletblokje.

Een toiletblok is een desinfecterend blokje dat wordt gebruikt in de toiletten. Het geheel bestaat meestal uit een plastic omhulsel met daarin een in water oplosbaar blokje van een meestal vaste, maar kneedbare substantie. Dit blokje bestaat uit verschillende chemische stoffen.
De houder wordt aan de rand van de toiletpot bevestigd.
In plaats van een blokje van een vaste stof kan ook een soort gel gebruikt worden die via poriën in de houder kan worden afgegeven.
De blokjes of de gel kunnen kleurloos zijn of een kenmerkende groene of blauwe kleurstof bevatten.
Behalve het feit dat deze blokjes desinfecterend werken en een aangename geur verspreiden helpen de meeste ook tegen bijvoorbeeld urinesteen of kalkafzetting in de toiletpot. 

## Samenstelling
Een toiletblokje bestaat uit verschillende chemische stoffen, waarvan de meeste dezelfde zijn:
- Kamfeen
- Dichlorofeen
- Natriumpercarbonaat
- Natriumtetraboraat
- Natriumperboraat
- Natriumcarbonaat
- Geurstoffen, zoals 3-propylideenftalide